# Référé précontractuel
En droit français, le référé précontractuel est prévu par l'article L. 551-1 du code de justice administrative pour les marchés des pouvoirs adjudicateurs et par les dispositions de l'article L. 551-2 du même code s'agissant des marchés passés par les entités adjudicatrices.

## Description
Le référé précontractuel sanctionne le manquement aux obligations de publicité et de mise en concurrence par le pouvoir adjudicateur dans le cadre de la passation d'un contrat public.
Depuis l'arrêt SMIRGEOMES du 3 octobre 2008, le Conseil d'État estime qu'une entreprise n'a d'intérêt à agir dans le cadre du référé précontractuel qu'uniquement si elle se prévaut de « manquements qui, eu égard à leur portée et au stade de la procédure auquel ils se rapportent, sont susceptibles de l'avoir lésée ou risquent de la léser, fût-ce de façon indirecte en avantageant une entreprise concurrente ». 
Le Conseil d'État a interprété de manière restrictive l'article L.551-1 du code de justice administrative sur la base duquel il était possible pour une entreprise d'agir par le biais du référé précontractuel alors même qu'aucun manquement aux obligations de publicité et de mise en concurrence ne l'avait lésée. 
Le dépôt du référé précontractuel entraîne la suspension de la procédure de passation du marché public. Le juge des référés précontractuels statue avant la conclusion du contrat, en cas de manquement aux obligations de publicité et de mise en concurrence. Pendant son délai pour statuer qui est de 20 jours, il peut suspendre la signature du contrat.
Le juge des référés précontractuels peut ordonner à l'auteur du manquement de se conformer à ses obligations et suspendre l'exécution de toute décision qui se rapporte à la passation du contrat, sauf s'il estime, en considération de l'ensemble des intérêts susceptibles d'être lésés et notamment de l'intérêt public, que les conséquences négatives de ces mesures pourraient l'emporter sur leurs avantages.
Il peut, en outre, annuler les décisions qui se rapportent à la passation du contrat et supprimer les clauses ou prescriptions destinées à figurer dans le contrat et qui méconnaissent lesdites obligations.